# Konrad Höfinger
Konrad Höfinger (* 10. September 1886 in Langenlois; † 20. September 1938) war ein österreichischer Politiker (NSDAP) und Wirtschaftsbesitzer. Höfinger war von 1932 bis 1933 Abgeordneter zum Landtag von Niederösterreich.
Höfinger studierte an der Universität Wien und erwarb die akademischen Grade Dr. med. und Dr. phil. Während seines Studiums wurde er 1906 Mitglied der Wiener akademischen Burschenschaft Teutonia. Er erwarb eine Landwirtschaft in Gobelsburg und leistete seinen Militärdienst im Ersten Weltkrieg ab, wo er in russische Gefangenschaft geriet. Höfinger war als Bauernschaftsführer in Langenlois aktiv und war ab 1933 als Weinbauer tätig. Er trat am 10. Februar 1932 in die NSDAP ein (Mitgliedsnummer 1.383.890), vertrat die Partei zwischen dem 21. Mai 1932 und dem 23. Juni 1933 im Niederösterreichischen Landtag und verlor sein Landtagsmandat im Zuge des Verbots der NSDAP. In der Folge wurde Höfinger zwischen 1933 und 1936 mehrmals verhaftet.